# Ivo Devčić
Ivo Devčić je bio trener više nogometnih klubova iz Splita i okolice. Trenirao je klub Orkan iz Dugog Rata, a prihvatio se trenerskog posla i u RNK Split u proljetnom dijelu sezone 1977./78.
 
U periodu od 1972. – 1974. obnašao je i dužnost predsjednika NK Orkan.